# Bertone
Gruppo Bertone byla italská firma zabývající se stylingem automobilů a konstrukcí autobusů, mimo jiné však automobily i vyrábí. Styling Bertoneho značky je velmi rozdílný, většina automobilů má "rodinný vzhled", dokonce i když byly vyrobeny různými výrobci. Bertone upravoval mezi jinými auta značky Abarth, Alfa Romeo, Citroën, Ferrari, Fiat, Iso Rivolta, Lancia, Lamborghini, Mercedes Benz a Volvo. Navíc bylo Bertoneho studio zodpovědné za poslední dva designy slavného italského skútru "Lambretta".
Společnost sídlí v Crugliasco v Turíně. Byla založena v roce 1912 Giovannim Bertonem jako Carrozzeria Bertone, po druhé světové válce převzal firmu designér Nuccio Bertone. Společnost byla rozdělena do dvou jednotek - do Carrozzerie, které v dobách svého vrcholu vyráběla 40 000 aut ročně, a do stylingového studia Stile Bertone. Před zánikem v roce 2014 vedla společnost vdova po Nucciovi, Lilli Bertoneová.

## Finanční krytí, 2007
V listopadu 2007 se Bertone ucházel o Concordato Preventino, italský ekvivalent americké ochrany před věřiteli zvané Chapter 11. Důvodem bylo několik roků finančních ztrát. Podle údajů společnost za poslední tři roky vykázala celkovou ztrátu 37,3 milionů € oproti prodejům ve výši 325 milionů €. Concordato Preventino umožní šéfům Bertoneho přeorganizovat operace, zatímco budou chráněny věřiteli. Bertoneho 1250 zaměstnanců bylo chráněno a placeno fondy italské vlády, což skončilo s rokem 2007. Program proti propouštění zaměstnanců Carrozzerie Bertone byl prodloužen z konce roku 2007 až do února 2008.

## Oznámený prodej, 2008
1. ledna oznámila Lilli Bertoneová, že podepsala opci na prodej společnosti Domenicu Revigliovi, prezidentovi Gruppo Prototipo.
Gruppo Prototipo je znám jako bývalý vlastník testovací tratě Nardó. Domenico počátkem 90. let založil specialistu na testování automobilů a certifikaci pod jménem Prototipo a nyní řídí obratovou společnost nazvanou Keiper.
Oznámení Reviglio-Bertoneová následovalo návrh z konce prosince 2007, kdy oznámil Gianmario Rossignolo, že plánuje převzít turínského smluvního výrobce.
Rossignolo - bývalý výkonný ředitel firmy Lancia, Telecom Italia a výrobce přístrojů Zanussi - tou dobou představil svůj restrukturalizační plán na firmu Bertone italskému ministrovi výroby, místním orgánům a odborům, čímž vyhrál předběžné kolo.

### Automobily a skútry upravené firmou Bertone
- 1952 Fiat Abarth 1500 Coupé

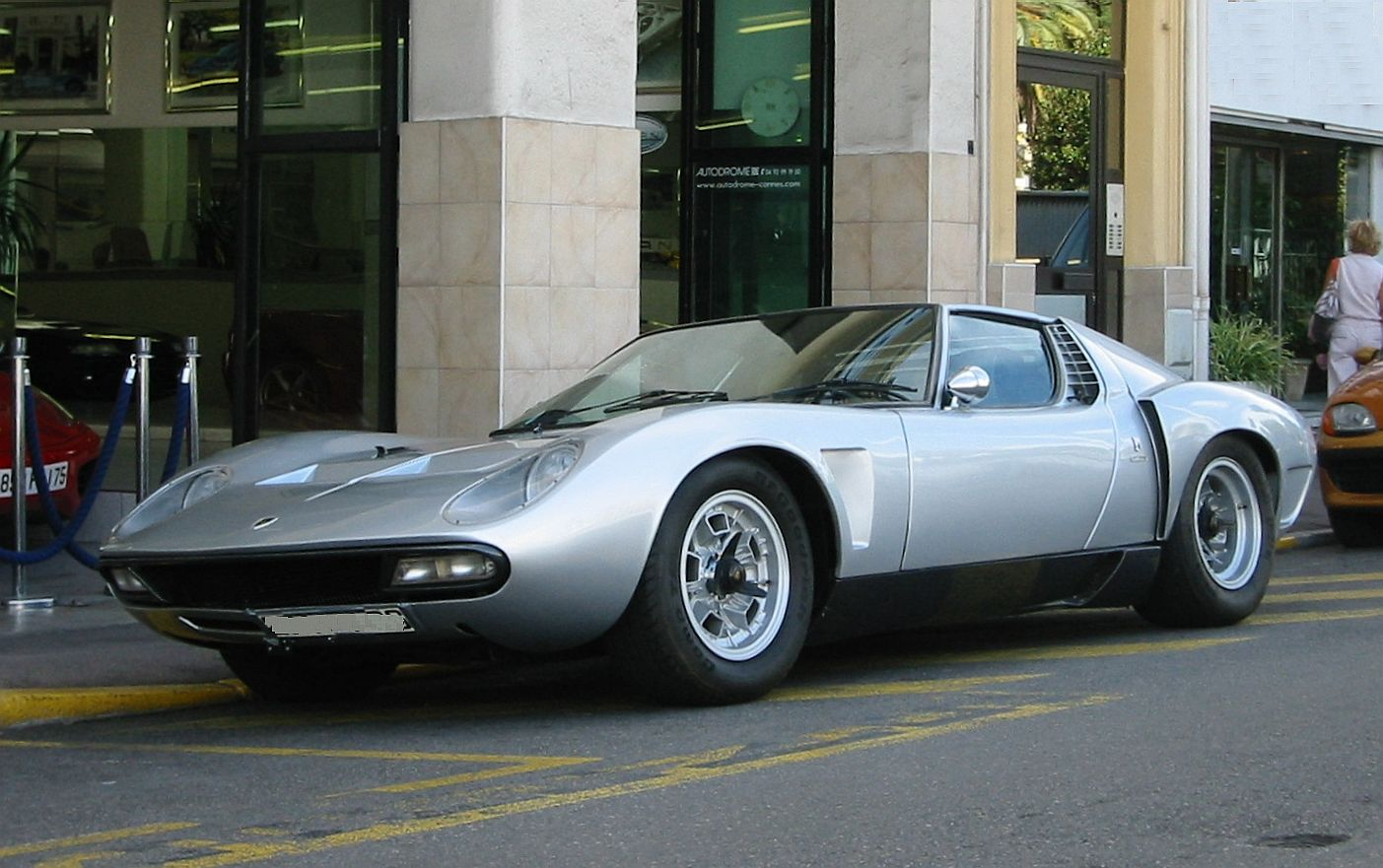
Lamborghini Miura

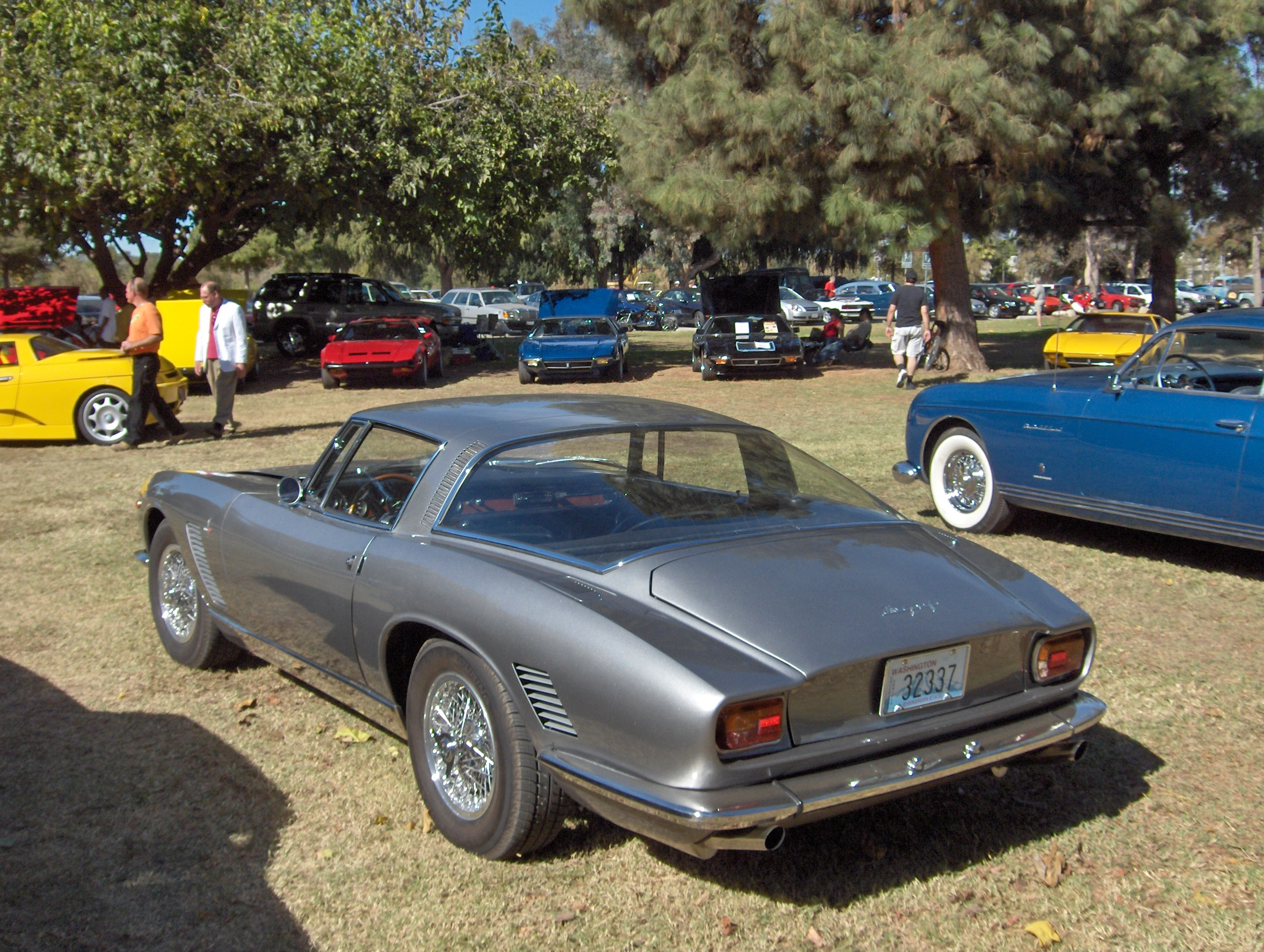
Iso Grifo

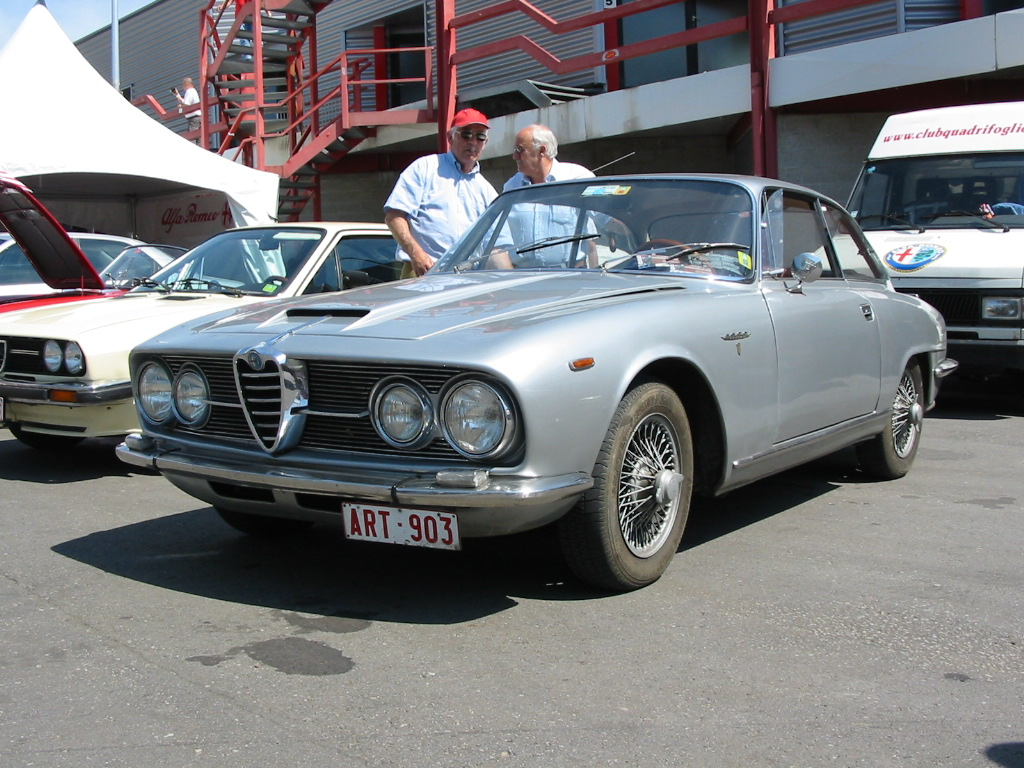
Alfa Romeo 2600 Sprint

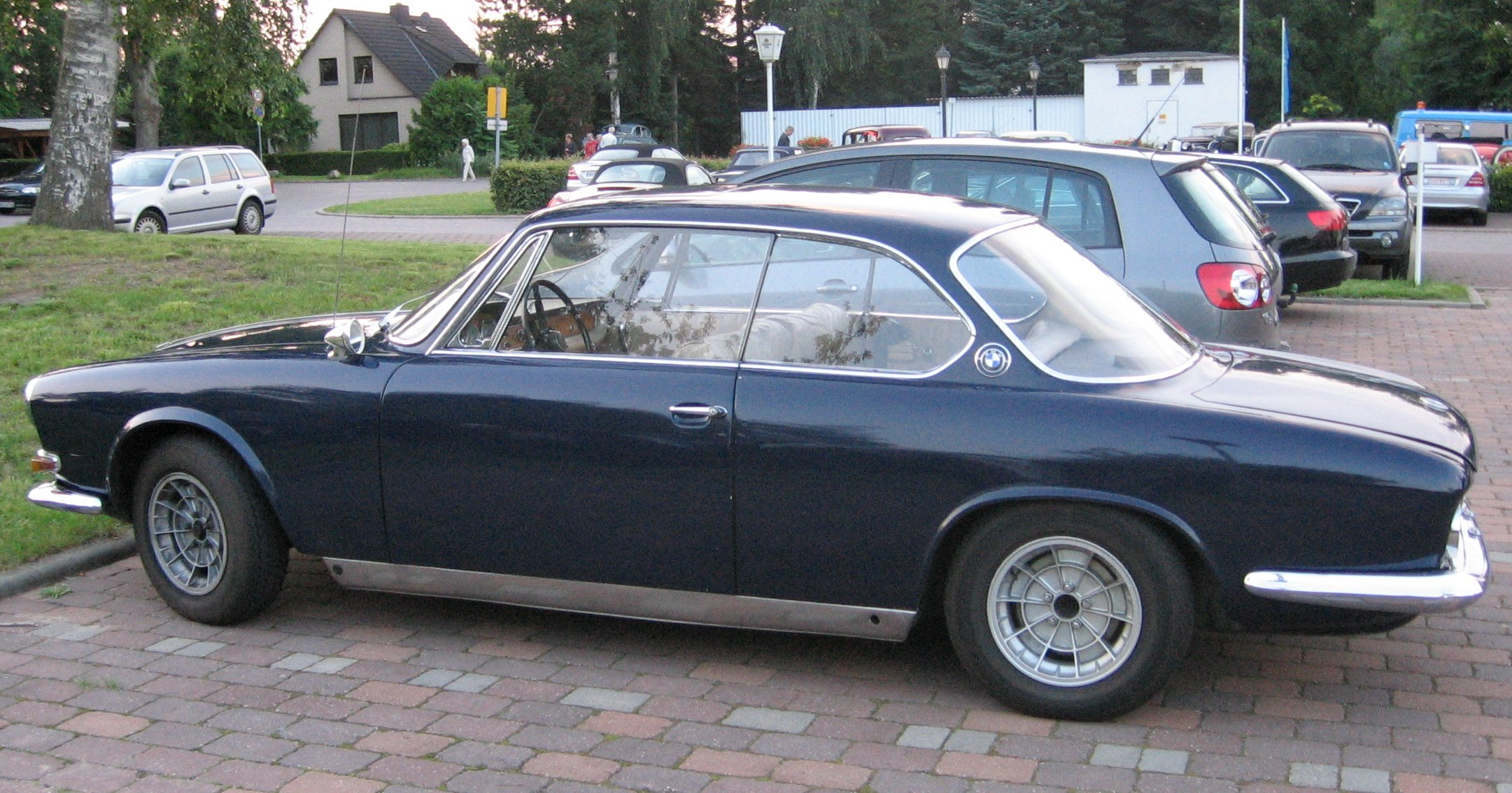
BMW 3200 CS

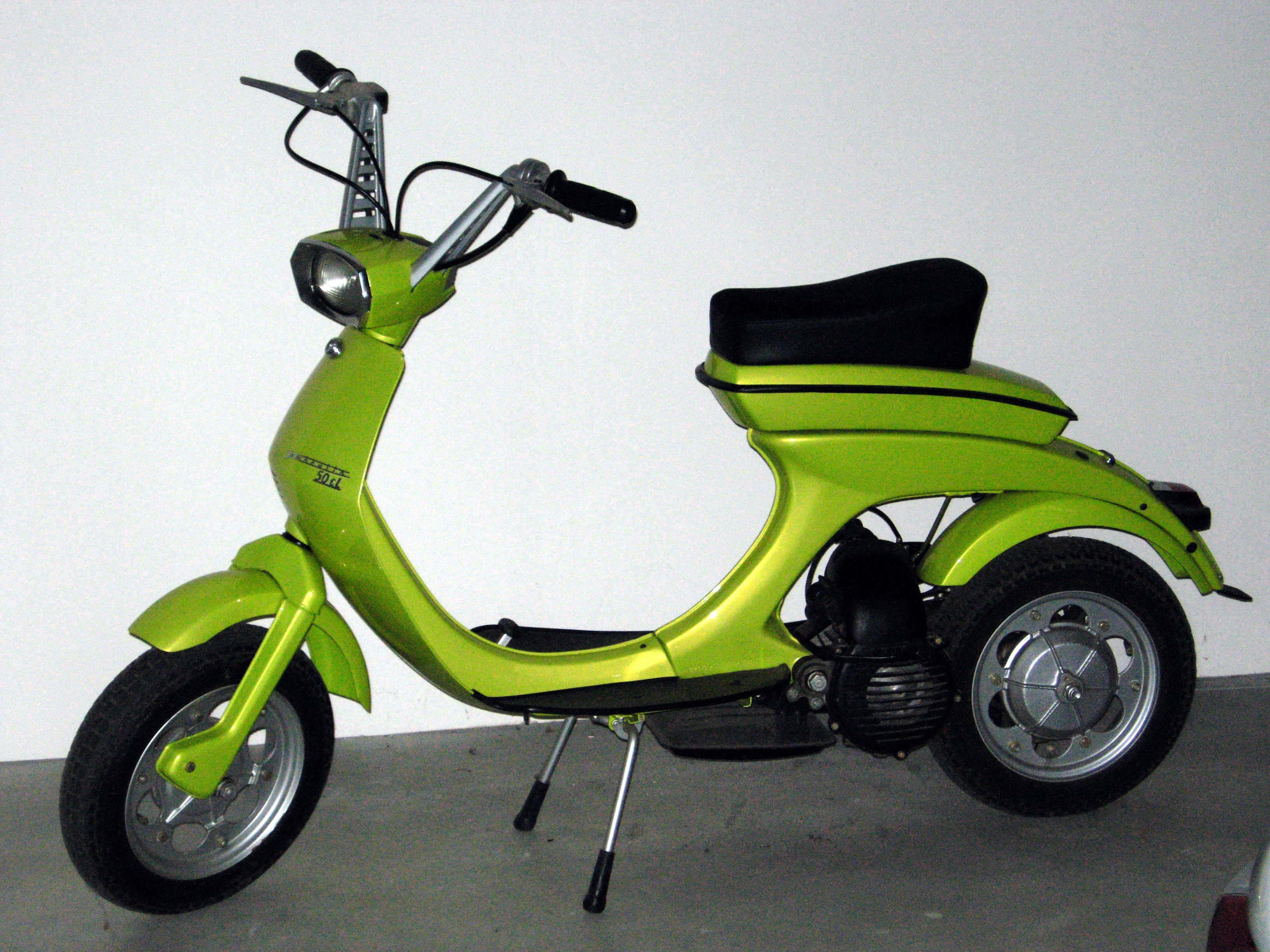
Lambretta Luna Range

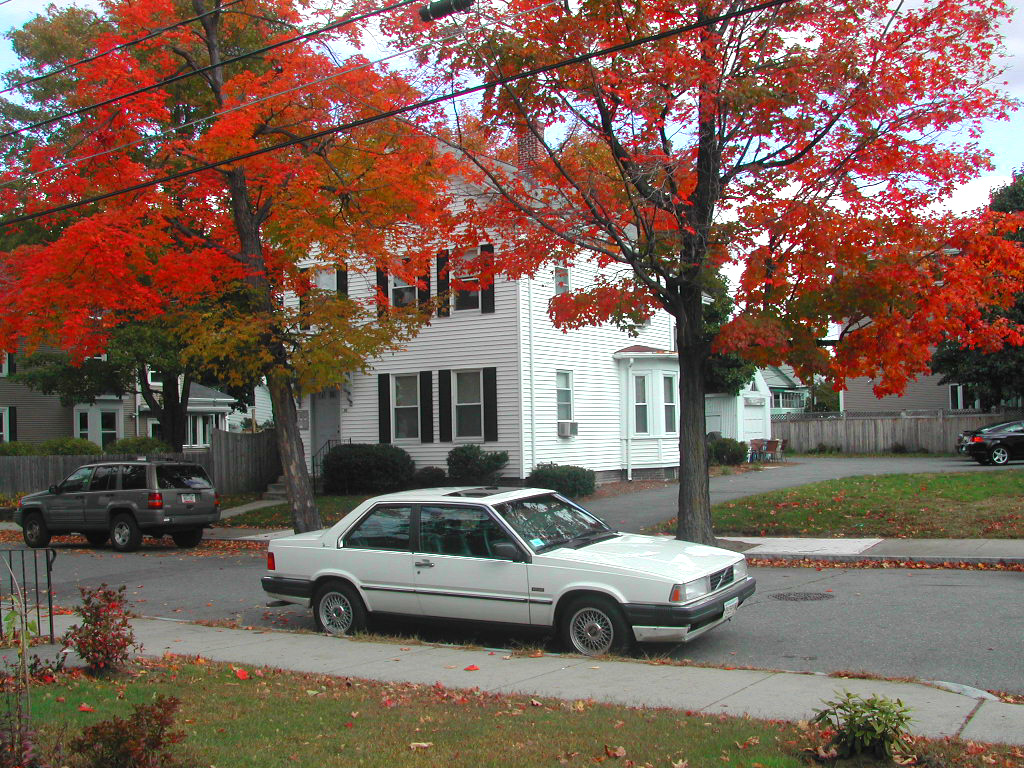
Volvo 780 Bertone

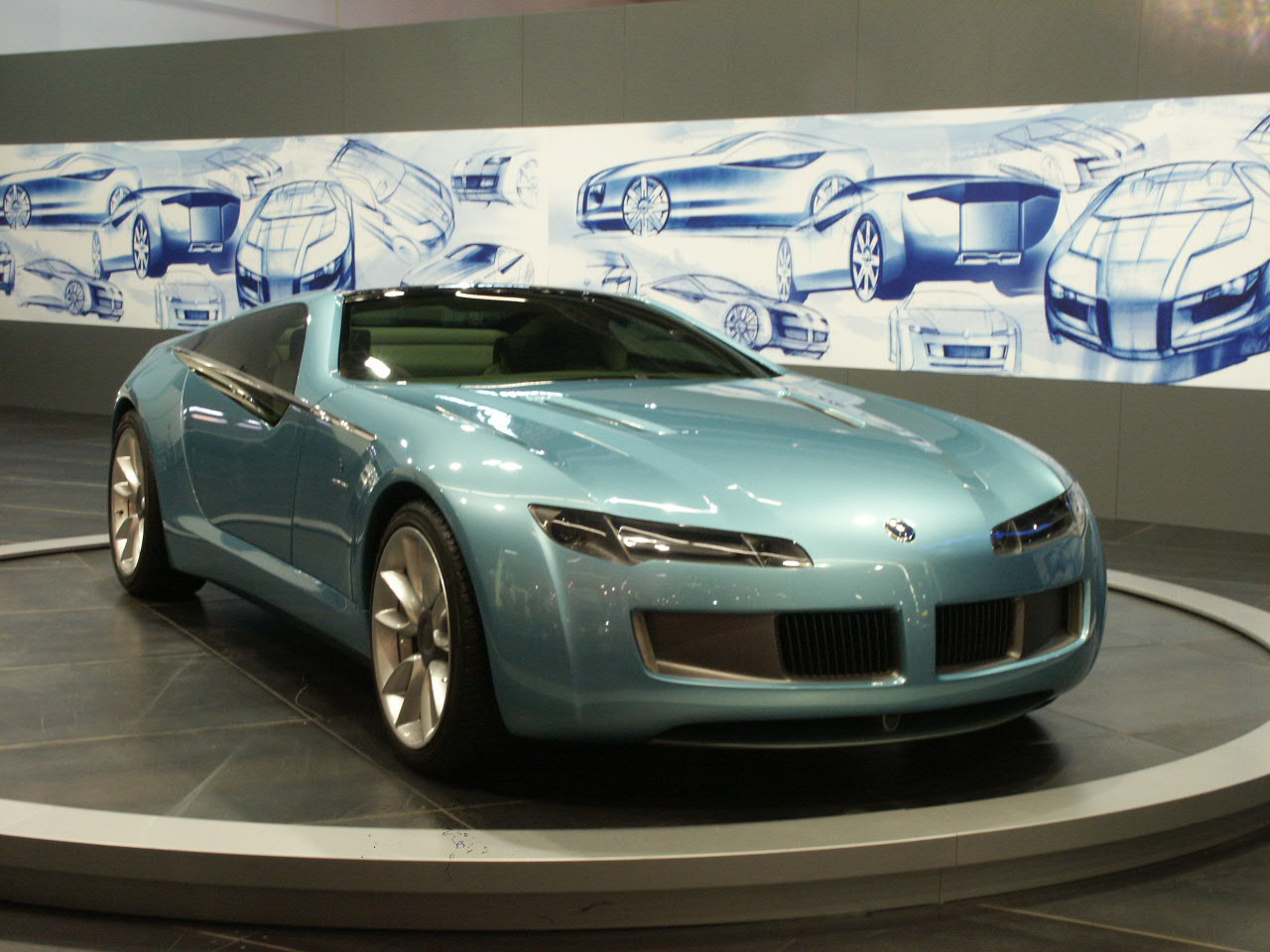
Bertone Birusa

- 1953 Arnolt-MG Convertible and Coupe
- 1953 Alfa Romeo BAT-5
- 1953 Fiat 1100 TV
- 1953 Fiat 8V Spider
- 1954 Alfa Romeo 1900 Sport Spider
- 1954 Alfa Romeo 2000 Sportiva
- 1954 Alfa Romeo BAT-7
- 1954 Alfa Romeo Giulietta Sprint
- 1954 Arnolt Aston Martin DB2/4 Spider
- 1955 Alfa Romeo BAT-9
- 1955 Arnolt-Bristol Spider and Coupe
- 1958 Abarth 1000 GT Coupé
- 1959 NSU Sport Prinz
- 1960 Alfa Romeo Giulietta Sprint Speciale
- 1960 Gordon-Keeble
- 1960 NSU Wankel Spider
- 1961 Aston Martin DB4 GT Jet
- 1962 Alfa Romeo 2600 Sprint
- 1962 Alfa Romeo Giulia Sprint
- 1962 Alfa Romeo Giulia Sprint Speciale
- 1962 Alfa Romeo GTA
- 1962 ASA Coupé
- 1962 BMW 3200 CS
- 1962 Ferrari 250 GT Berlinetta Lusso
- 1962 Iso Rivolta
- 1962 Simca 1000
- 1964 Alfa Romeo Canguro
- 1965 Abarth OT 1000 Spider
- 1965 Fiat 850 Spider
- 1965 Iso Grifo
- 1967 Alfa Romeo GT 1300 Junior
- 1967 Alfa Romeo Montreal
- 1967 Fiat Dino Coupé
- 1967 Lamborghini Marzal
- 1967 Lamborghini Miura
- 1967 Simca 1200S Coupé
- 1968 Alfa Romeo Carabo
- 1968 Fiat 850 Sport Spider
- 1968 Lamborghini Espada
- 1968 Lambretta Luna line: Lui, Vega & Cometa
- 1969 Iso Lele
- 1969 Lambretta GP/DL Scooter
- 1970 Lancia Stratos Zero
- 1970 Lamborghini Urraco
- 1970 BMW Garmisch 2200Ti (vedlo k BMW řady 5)
- 1971 Lamborghini Countach
- 1972 Lancia Stratos
- 1972 Fiat X1/9 (vyrobeno na Bertoneho vlastní lince)
- 1972 Citroen Camargue
- 1972 Maserati Khamsin
- 1973 NSU Trapeze
- 1974 Lamborghini Bravo
- 1974 Ferrari 208/308 GT4
- 1974 Maserati Quattroporte II
- 1976 Alfa Romeo Navajo
- 1976 Ferrari Rainbow
- 1977 Volvo 262C
- 1977 Jaguar Ascot
- 1978 Fiat Ritmo
- 1978 Alfa Romeo Alfetta
- 1978 Lancia Sibilo
- 1979 Volvo Tundra
- 1980 Alfa Romeo Alfetta 2000
- 1980 Lamborghini Athon
- 1981 Mazda MX-81
- 1981 Mercedes Benz Limousine W126 Není dostupná veřejnosti, protože jich bylo vyrobeno pouze 18 jako státní limuzína označená emblémem 1000 SEL, postavená pro hlavu státu.
- 1982 Citroën BX
- 1983 Alfa Romeo Delfino
- 1984 Chevrolet Ramarro
- 1985 Volvo 780
- 1986 Citroen Zabrus
- 1987 Škoda Favorit
- 1988 Lamborghini Genesis
- 1989 Citroën XM
- 1989 Bertone Freeclimber
- 1990 Lamborghini Diablo
- 1990 Chevrolet Nivola
- 1991 Citroën ZX
- 1991 Cizeta-Moroder V16T
- 1992 Bertone Blitz
- 1993 Citroën Xantia
- 1994 Opel Astra Cabrio
- 1995 Fiat Punto Cabriolet
- 1995 Daewoo Espero
- 2001 Opel Astra Coupe/Cabrio
- 2003 Alfa Romeo GT
- 2003 Bertone Birusa
- 2004 Bertone Aston Martin Jet 2
- 2005 Bertone Villa
- 2006 Bertone Suagnà
- 2007 Bertone Fiat Barchetta
- 2008 Alfa Romeo BAT-11